# Borland Graphics Interface

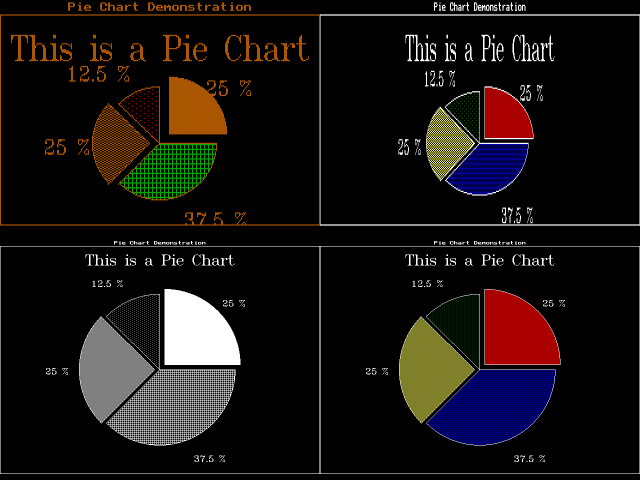
Przykład różnych adapterów i rozdzielczości jakie może przyjąć BGI

Borland Graphics Interface (BGI) – biblioteka graficzna opracowana przez firmę Borland.
Nierozłącznym członem biblioteki jest wektorowy format czcionek CHR. Na samym początku istnienia biblioteki BGI firma Borland dostarczyła tylko cztery pliki CHR: 
- TRIP
- LITT
- SANS
- GOTH

W późniejszym czasie dołączyły do nich jeszcze pliki:
- BOLD
- EURO
- LCOM
- SCRI
- SIMP
- TSCR

Późniejsze czcionki posiadały opis znaków o kodach ASCII z zakresu od 32 do 255.